# Вавринка, Стэн
Станислас (Стэн) Вавринка (нем. Stanislas "Stan" Wawrinka; род. 28 марта 1985 года в Лозанне, Швейцария) — швейцарский теннисист; победитель трёх турниров Большого шлема в одиночном разряде (Открытый чемпионат Австралии-2014, Открытый чемпионат Франции-2015, Открытый чемпионат США-2016); олимпийский чемпион 2008 года в мужском парном разряде; победитель 19 турниров ATP (из них 16 в одиночном разряде); обладатель Кубка Дэвиса 2014 года в составе национальной сборной Швейцарии; бывшая третья ракетка мира в одиночном разряде; победитель одного юниорского турнира Большого шлема в одиночном разряде (Открытый чемпионат Франции-2003).

## Общая информация
Отец Вольфрам — немец, мать Изабель — швейцарка; среди родственников швейцарца также есть поляки и чехи, фамилия Вавринка — польского происхождения. У Стэна двойное швейцарско-немецкое гражданство. У Станисласа есть старший брат и две младшие сестры.
Проживает в небольшой деревушке Сен-Бартелеми недалеко от Лозанны. 15 декабря 2009 года женился на швейцарской телеведущей и бывшей модели Ильхам Вюйу, которая 12 февраля 2010 года родила Станисласу дочь. В 2015 году пара рассталась.
Вавринка является поклонником хоккейного клуба «Лозанна».
Вавринка был знаменосцем сборной Швейцарии на церемонии открытия летних Олимпийских игр 2012 года в Лондоне. В 2008 году пара Федерер/Вавринка («ФедРинка»), выигравшая олимпийское «золото», в парном разряде, была названа лучшей спортивной командой Швейцарии.
С весны 2014 года указывает в заявочном листе соревнований краткую версию своего имени вместо полной — Стэн (англ. Stan).

## Спортивная карьера

### Начало карьеры
Вавринка начал играть в теннис в шестилетнем возрасте. В возрасте 15 лет он перестал регулярно посещать школьные занятия, чтобы сосредоточить больше своего времени на теннисе. Тем не менее, он продолжал своё обучение по дистанционным курсам. Вавринка начал играть на международных юниорских турнирах в 14 лет. Профессиональную карьеру начал в 2002 году. Стал победителем Открытого чемпионата Франции в одиночном разряде среди юниоров 2003 года (в финале обыграл в 3 сетах американца Брайана Бейкера).
В июле 2003 года, получив специальное приглашение от организаторов турнира в Гштаде, дебютировал в соревнованиях ATP-тура. Первый свой матч на этом уровне сыграл против Жана-Рене Лиснара и уступил — 6-2, 1-6, 5-7. Через неделю на турнире в Амерсфорте в первом раунде обыграл Хьюго Армандо — 6-4, 6-4 и вышел во второй раунд. Такого же результата он добился и на турнире в Умаге.
В августе 2003 года ему удалось победить на двух турнирах из серии «челленджер» в Сан-Бенедетто-дель-Тронто и Женеве.
В 2004 году Вавринка дебютировал за Швейцарию в Кубке Дэвиса. На этот год также пришлись две победы на «челленджере» в Барселоне и Женеве. Годом позже уже на турнире АТП в Барселоне он впервые вышел в четвертьфинал, обыграв Гарсию, Шричапана и Акасусо. Это позволило ему войти в первую сотню. В мае 2005 года состоялся дебют на турнире серии Мастерс. В Риме в первом раунде он победил Бердыха — 6-1, 6-4, а во втором уступил Вердаско — 6-7(8), 2-6.
В конце мая 2005 года состоялся его дебют в основных соревнованиях на турнире серии Большого шлема — Открытом чемпионате Франции. Обыграв Николаса Массу и Джеймса Блэйка, он смог дойти до третьего раунда, где уступил Мариано Пуэрте. Также он дебютировал и на Уимблдонском турнире, где проиграл в первом же раунде. В июле в Гштаде ему удалось дойти до первого своего финала турнира АТП. В решающем матче он проиграл Гастону Гаудио — 4-6, 4-6. На Открытом чемпионате США он сумел дойти до третьего раунда, обыграв во втором 10-го игрока в мире Мариано Пуэрта. Тот сезон он завершил на 54-м месте

### 2006—2008 (золото Олимпиады)

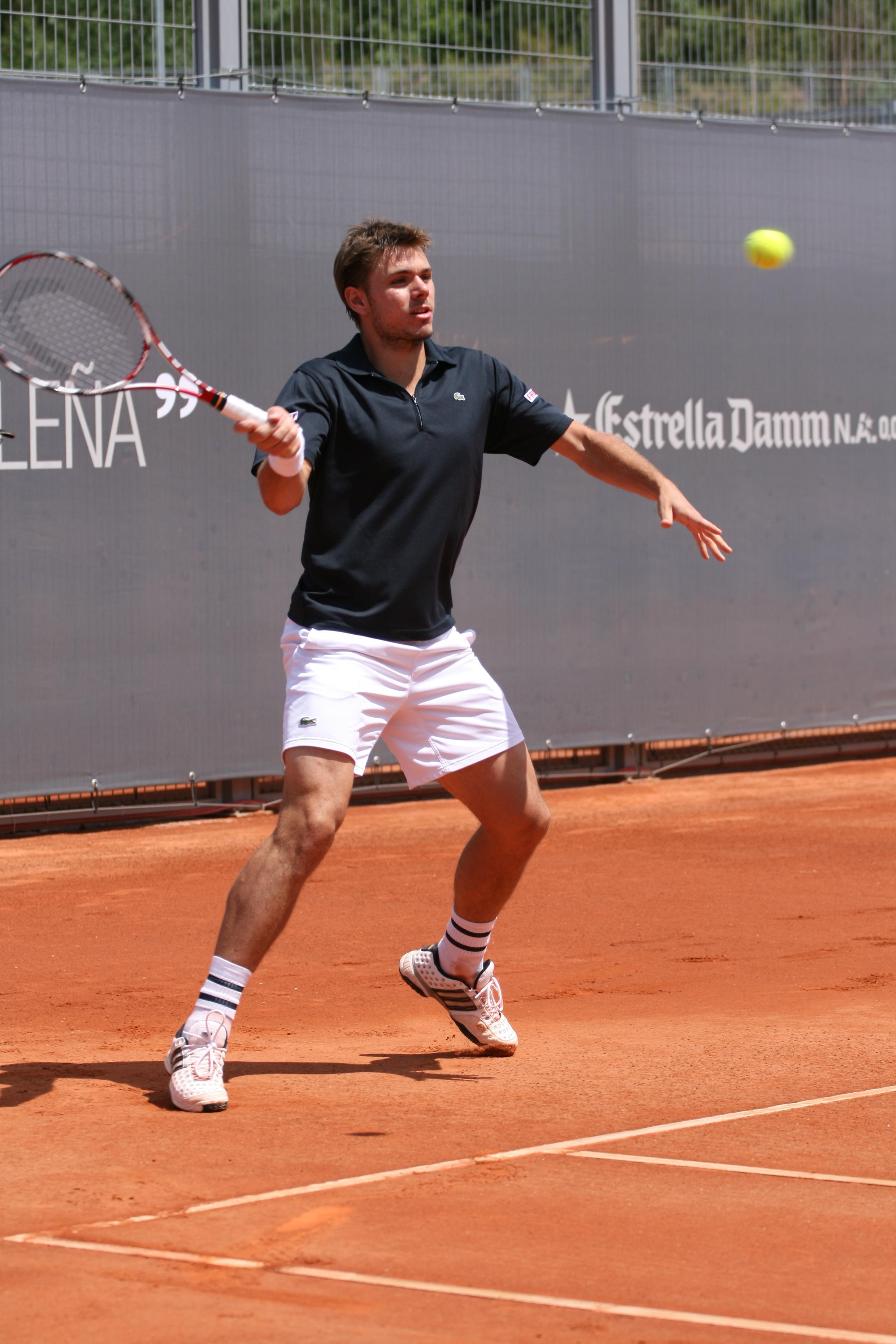
Вавринка на турнире в Мадриде в 2009 году

Стартовал Вавринка в сезоне 2006 года с полуфинала в Окленде. На дебютном Открытом чемпионате Австралии он дошёл до второго раунда. В апреле смог дойти до полуфинала на турнире в Барселоне. На Открытом чемпионате Франции швейцарец выбыл из борьбы уже в первом раунде, а на Уимблдонском турнире дошёл до третьего раунда. На полюбившемся ему турнире в Умаге в июле 2006 года Вавринка смог добыть свой первый титул на турнирах ATP. Для этого по очереди он обыграл Альберто Мартина, Марина Чилича, Хуана Мартина дель Потро и Филиппо Воландри. В финале при счёте 6-6(1) его соперник Новак Джокович отказался от продолжения матча, и титул достался Станисласу.
На Открытом чемпионате США, победив Хуана Игнасио Челу и Робина Сёдерлинга, вышел в третий раунд, где уступил Томми Робредо. В октябре вышел в четвертьфинал в Вене, а также в полуфинал в Базеле (при этом в 1/4 турнира он выиграл у 3-го на тот момент в мире Давида Налбандяна). Сезон 2006 года он завершает на 30-м месте в рейтинге.
На Открытом чемпионате Австралии 2007 года Станислас дошёл до третьего раунда, где крупно проиграл Рафаэлю Надалю (2-6, 2-6, 2-6). После этого он был вынужден пропустить более трёх месяцев из-за травмы и вернулся в тур лишь в мае. На Открытом чемпионате Франции он выбыл во втором раунде, а на Уимблдоне — уже в первом. В июле на грунтовом турнире в Штутгарте Вавринке удалось выйти в финал. В решающем матче он проиграл Рафаэлю Надалю — 4-6, 5-7. В августе дошёл до четвертьфинала в Нью-Хейвене. На Открытом чемпионате США ему удаётся выйти в четвёртый раунд. На тот момент это являлось его лучшим достижением на турнирах Большого шлема. В октябре на турнире в Вене Вавринка вышел в финал, где уступил Джоковичу — 4-6, 0-6. Год он завершил 36-м.
Сезон 2008 года Вавринка начал с турнира в Дохе, где смог дойти до финала. В борьбе за титул он уступил Энди Маррею — 4-6, 6-4, 2-6. На чемпионате Австралии на этот раз он проиграл во втором раунде. В марте на турнире серии Мастерс в Индиан-Уэллс он сумел выйти в четвертьфинал. В апреле вышел в полуфинал турнира в Барселоне. В начале мая в Риме ему впервые удалось выйти в финал турнира серии Мастерс. Для этого он поочередно переиграл Марата Сафина, Энди Маррея, Хуана Карлоса Ферреро, Джеймса Блэйка и Энди Роддика. В решающем матче турнира Вавринка уступил Новаку Джоковичу — 6-4, 3-6, 3-6. Это выступление позволило ему подняться в рейтинге на 14 позиций и впервые занять место в первой десятке (№ 10). На открытом чемпионате Франции он дошёл до третьего раунда. Чуть лучше он выступил на Уимблдоне, дойдя до четвёртого раунда. На турнире в Гштаде его результат — полуфинал.
В августе 2008 года Вавринка принял участие в Летних Олимпийских играх. На олимпийском теннисном турнире в Пекине в одиночном разряде он во втором раунде проиграл Юргену Мельцеру. Несмотря на неудачу Станисласа в одиночных соревнованиях, в парном разряде его ждал успех. Вместе со своим именитым партнёром Роджером Федерером он смог добыть олимпийскую золотую медаль. В финале швейцарская пара переиграла шведскую пару Симон Аспелин и Томас Юханссон — 6-3, 6-4, 6-7(4), 6-3. К слову, до этого момента новоявленный олимпийский чемпион не выигрывал ни одного турнира АТП в парном разряде.
| Стадия | Соперники (посев)              | Рейтинг   | Счёт                  |
| 1 круг | Симоне Болелли Андреас Сеппи   | 138 / 150 | 7-5, 6-1              |
| 2 круг | Дмитрий Турсунов Михаил Южный  | 40 / 77   | 6-4, 6-3              |
| 1/4    | Махеш Бхупати Леандер Паес (7) | 13 / 15   | 6-2, 6-4              |
| 1/2    | Боб Брайан Майк Брайан (1)     | 2 / 2     | 7-6(6), 6-4           |
| Финал  | Симон Аспелин Томас Юханссон   | 9 / 116   | 6-3, 6-4, 6-7(4), 6-3 |

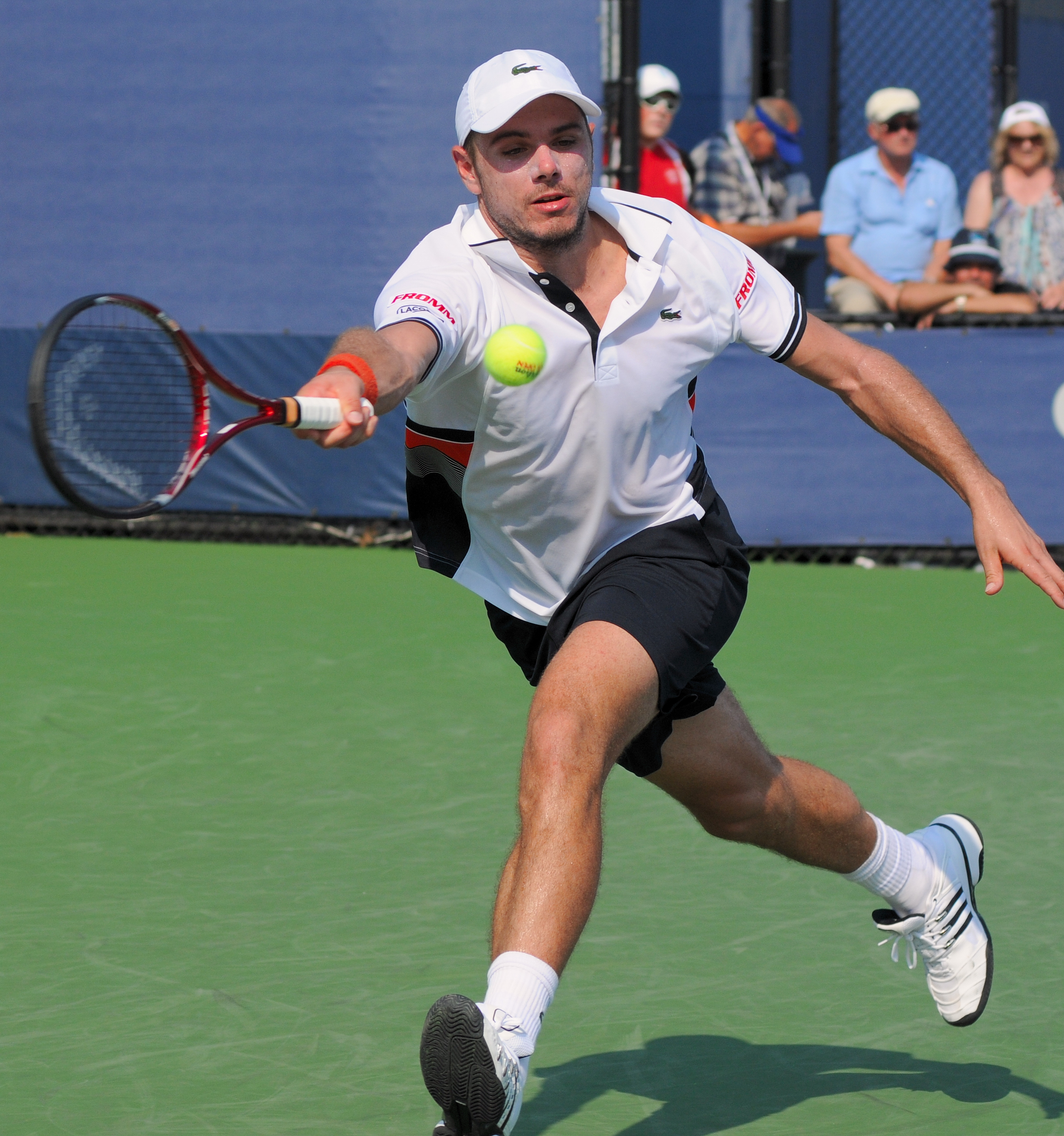
Открытый чемпионат США-2010

После Олимпиады на Открытом чемпионате США смог дойти до четвёртого раунда, где проиграл Энди Маррею. В концовке сезона не преодолевал первых раундов на различных турнирах и завершил сезон на 13-м месте.

### 2009—2011

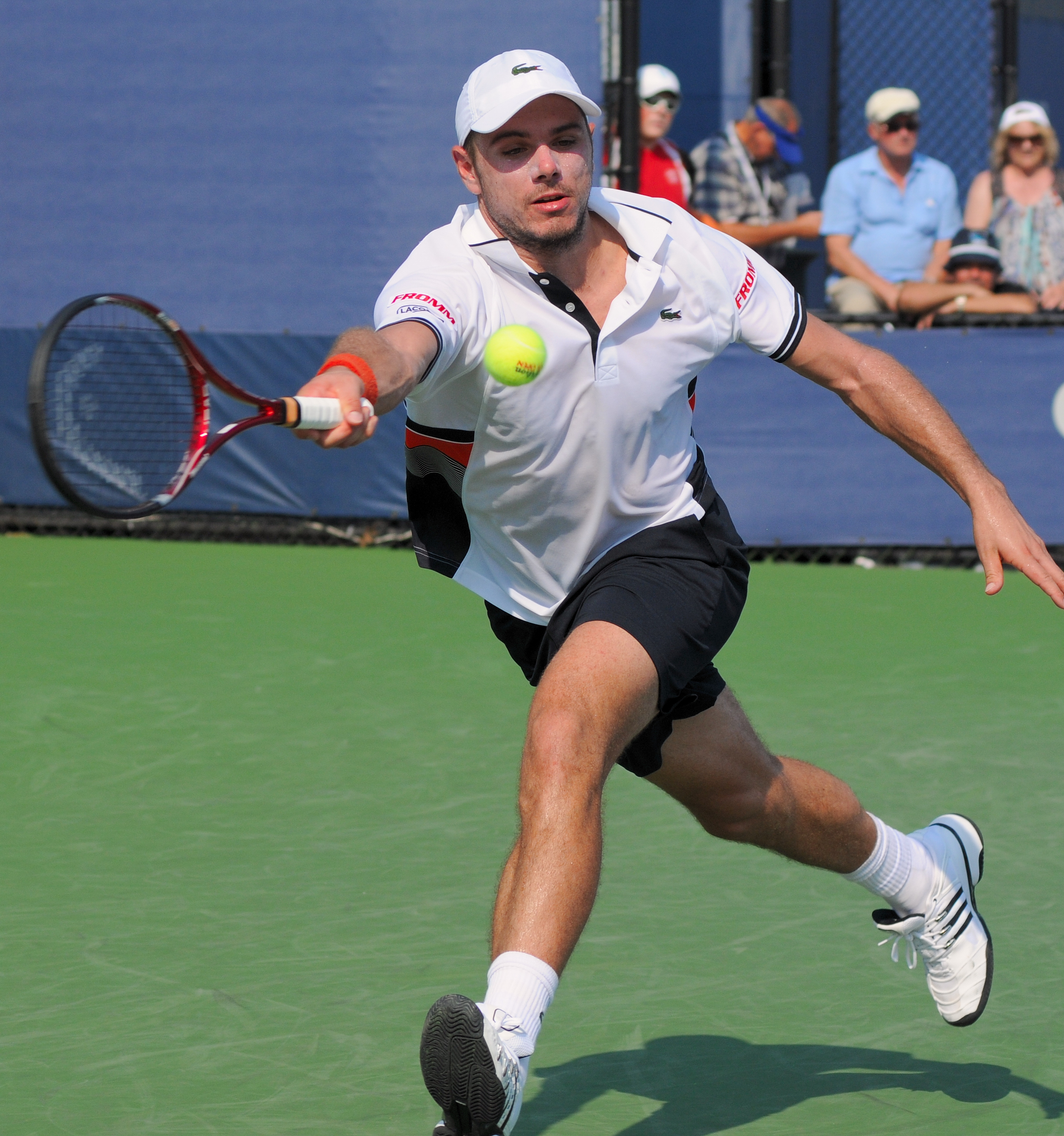
Вавринка на Открытом чемпионате США 2010 года

На Открытом чемпионате Австралии-2009 Вавринка дошёл до третьего раунда. В марте на Мастерсах в Индиан-Уэллсе и Майами дошёл до четвёртого раунда. В апреле на Мастерсе в Монте-Карло ему удалось дойти до полуфинала. При этом в матче третьего раунда он впервые в карьере сумел переиграть своего соотечественника Роджера Федерера — 6-4, 7-5. На Открытом чемпионате Франции выбыл в третьем раунде. Перед Уимблдонским турниром Вавринка сумел победить на турнире уровня «челленджер» в Лугано. На самом Уимблдоне он дошёл до четвёртого раунда, где уступил Энди Маррею. На Открытом чемпионате США вылетел в первом раунде. В октябре дошёл до четвертьфинала в Токио, а в ноябре — в Базеле.
Старт сезона 2010 года пришелся на турнир в Ченнаи, где он вышел в финал (уступил Чиличу). На Австралийском чемпионате закончил выступление в третьем раунде. В апреле, обыграв Виктора Ханеску — 6-2, 6-3 в финале турнира в Касабланке, завоевал свой второй в карьере титул ATP в одиночном разряде. На Мастерсе в Риме он смог выиграть у таких теннисистов, как Юрген Мельцер, Томаш Бердых, Робин Сёдерлинг, и дойти до четвертьфинала, где уступил Рафаэлю Надалю. На турнире в Белграде вышел в полуфинал.
На Открытом чемпионате Франции 2010 года швейцарец смог дойти до четвёртого раунда, проиграв там Федереру. Как и год назад, перед Уимблдоном он выиграл «челленджер» в Лугано. На самом Уимблдонском турнире проиграл в первом же раунде Денису Истомину. На Открытом чемпионате США-2010 впервые вышел в четвертьфинал турнира из серии Большого шлема. Для этого он ещё в третьем раунде сумел выиграть у № 4 в мировом рейтинге Энди Маррея — 6-7(3), 7-6(4), 6-3, 6-3. В борьбе за выход в полуфинал он уступил россиянину Михаилу Южному — 6-3, 6-7(7), 6-3, 3-6, 3-6. В октябре он вышел в четвертьфинал в Стокгольме.
Начало сезона-2011 скложилось для Вавринки удачно. На первом для себя в году турнире в Ченнаи, где год назад дошёл до финала, он смог завоевать титул. Для этого он обыграл в финале Ксавье Малисса — 7-5, 4-6, 6-1, а до этого в полуфинале № 6 в мире Томаша Бердыха 6-4, 6-1. Хороший теннис он продемонстрировал и на Открытом чемпионате Австралии, где вышел в четвертьфинал. Среди тех, кого он обыграл, оказались № 12
Гаэль Монфис (7-6(4), 6-2, 6-3) и № 8 Энди Роддик (6-3, 6-4, 6-4). Путь дальше ему преградил Федерер (1-6, 3-6, 3-6). В феврале его ждал полуфинал в Буэнос-Айресе и четвертьфинал в Акапулько.
В марте Вавринка вышел в четвертьфинал на Мастерсе в Индиан-Уэллсе, победив Давыденко, Чилича и Бердыха и проиграв Федереру. Вновь Федереру Вавринка уступил в четвёртом раунде Открытого чемпионата Франции. На Уимблдонском турнире он выбыл во втором раунде. В июле вышел в четвертьфинал в Гштаде, а в августе — в Монреале. На Открытом чемпионате США во втором раунде он проиграл Дональду Янгу — 6-7(7), 6-3, 6-2, 3-6, 6-7(1). В конце сезона дошёл до полуфинала в Базеле, закончив год на 17-м месте.
В начале сезона-2012 не смог защитить прошлогодний титул на турнире в Ченнаи, проиграв в четвертьфинале Го Соэда. На Открытом чемпионате Австралии выбыл в третьем раунде. В феврале на турнирах в Буэнос-Айресе и Акапулько сумел дойти до стадии полуфинала. На Мастерсе в Индиан-Уэллсе проиграл в третьем раунде. В апреле на грунтовом Мастерсе в Монте-Карло вышел в четвертьфинал, на турнире в Эшториле — в полуфинал. В мае на Мастерсах в Мадриде и Риме завершает выступления в третьем раунде. На Открытом чемпионате Франции его результатом стал четвёртый раунд (обыграл Чиполлу, Андухара и Симона, проиграл Тсонга).
На Уимблдонском турнире Стэн в упорной борьбе уже в первом раунде проиграл Юргену Мельцеру (6-3, 6-7(2), 6-2, 4-6, 6-8). В июле он принял участие в турнире в Гштаде, где проиграл в первом раунде. В конце июля Вавринка принял участие на летних Олимпийских играх 2012 года в Лондоне. Эта Олимпиада стала второй в его карьере. В одиночном разряде Станислас уже во первом раунде проиграл будущему олимпийскому чемпиону Энди Маррею — 3-6, 3-6. В мужском парном разряде вместе с Федерером он проиграл во втором раунде.
Постолимпийский отрезок года принёс полуфинал на Мастерс в Цинциннати, где Вавринка переиграл Давида Феррера, но уступил Роджеру Федереру. Следом Станислас дошёл до четвёртого круга на Открытом чемпионате США, где вынужден был сняться в матче против Новака Джоковича из-за локальных проблем со здоровьем. Осенью швейцарец играл без особых успехов, проигрывая на каждом турнире первому же сопернику из топ-10.

### 2013—2015 (победы в Австралии и Франции)

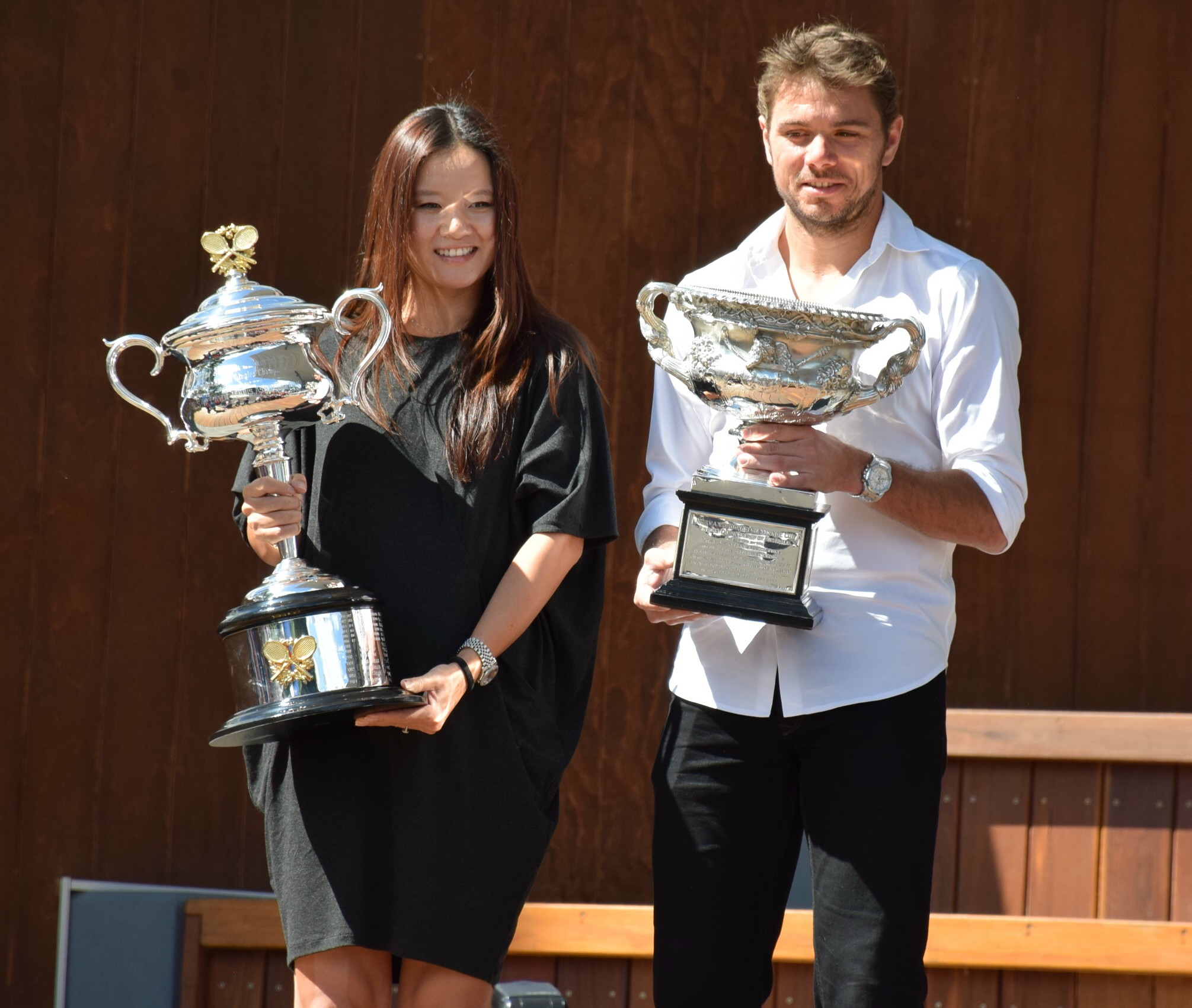
Вавринка и Ли На позируют со своими кубками чемпионов Australian Open-2014.

В сезоне-2013 Вавринка вновь вышел на пик своих возможностей: в январе он выиграл свой первый за более чем четыре года парный титул, победив вместе с Бенуа Пером на небольшом турнире в Ченнаи. Затем швейцарец неплохо отыграл Открытый чемпионат Австралии, где хоть и вновь уступил Новаку Джоковичу, но признал своё поражение лишь на шестом часу игры по окончании двадцать второго гейма пятой партии. Следом Стэн сыграл несколько турниров на грунте, добившись одиночного финала на соревнованиях в Буэнос-Айресе, уступив титул Давиду Ферреру. Мартовские североамериканские турниры серии Мастерс прошли без особого успеха, одной из причин чего стали боли в спине, не позволившие должным образом доиграть даже калифорнийский турнир.
Несколько недель отдыха позволили решить все проблемы, и по ходу грунтового сезона Вавринка постепенно вернулся к своей лучшей игровой форме: в Монте-Карло ему удалось обыграть Энди Маррея, затем швейцарец выиграл свой первый более чем за два года одиночный титул — в Оэйраше, где в финале ему удалось отыграться за аргентинскую неудачу у Давида Феррера. Далее Вавринка пробился в свой первый за пять лет финал турнира серии Мастерс: в Мадриде он переиграл Жо-Вильфрида Тсонгу и Томаша Бердыха, но уступил Рафаэлю Надалю. На испанце закончился путь Станисласа и на главном старте этого отрезка сезона — на Ролан Гаррос, где их пути пересеклись в четвертьфинале.
Ударно проведя грунтовый отрезок сезона, швейцарец не смог в должной форме подойти к Уимблдону и если на разминочном турнире в Нидерландах он смог добраться до финала, то на британском турнире Большого шлема уступил уже на старте. Дальнейший летний отрезок сезона прошёл крайне неудачно, но к Открытому чемпионату США Вавринка вновь вернулся к своей лучшей форме и дошёл до полуфинала на этом турнире, отметившись победами над Энди Марреем и Томашем Бердыхом и уступив Новаку Джоковичу в очередном затяжном поединке. Осень прошла без особых успехов, но предыдущих достижений вполне хватило, чтобы отобраться на Итоговый турнир, где, одержав победы над Бердыхом и Феррером, швейцарец добрался до полуфинала.
Старт сезона-2014 и вовсе поднял Станисласа на новый уровень: выиграв в январе десяток матчей подряд, он впервые смог стать сильнейшим на турнире Большого шлема, сломив на австралийских кортах сопротивление Джоковича, Бердыха и Надаля (причём у испанца Вавринка выиграл матч впервые за тринадцать встреч в протуре), и впервые подняться в топ-3 рейтинга АТП.
| Стадия  | Соперник (посев)    | Рейтинг | Счёт                     | Время матча |
| 1 раунд | Андрей Голубев      | 85      | 6-4 4-1 — отказ          | 1 ч 5 мин   |
| 2 раунд | Алехандро Фалья     | 87      | 6-3 6-3 6-7(4) 6-4       | 2 ч 47 мин  |
| 3 раунд | Вашек Поспишил (28) | 30      | Без игры                 |             |
| 4 раунд | Томми Робредо (17)  | 18      | 6-3 7-6(3) 7-6(5)        | 2 ч 23 мин  |
| 1/4     | Новак Джокович (2)  | 2       | 2-6 6-4 6-2 3-6 9-7      | 4 ч         |
| 1/2     | Томаш Бердых (7)    | 7       | 6-3 6-7(1) 7-6(3) 7-6(4) | 3 ч 31 мин  |
| Финал   | Рафаэль Надаль (1)  | 1       | 6-3 6-2 3-6 6-3          | 2 ч 12 мин  |

В дальнейшем все, впрочем, его результаты вновь стабилизировались на уровне игрока конца первой десятки рейтинга, и лишь в апреле швейцарец смог ещё раз показать свои потенциальные возможности, выиграв Мастерс в Монте-Карло, где в финале был переигран соотечественник Роджер Федерер (4-6, 7-6(5), 6-2). Успех на кортах Monte Carlo Country Club стал единичным на фоне не слишком удачного грунтового сезона — на трёх оставшихся крупных турнирах — в Мадриде, Риме и Париже Вавринка в сумме выиграл лишь один матч. Остаток сезона прошёл более удачно: Станислас добился двух четвертьфиналов на турнирах Большого шлема, отобрался на Итоговый турнир, где смог преодолеть групповую стадию. Успехи Вавринки в том году также включили полуфинал на парном соревновании в Индиан-Уэллсе, где вместе с Роджером Федерером он обыграл две сеяные пары, а также выигрыш Кубка Дэвиса, на пути к которому Федерер и Вавринка последовательно переиграли сборные Сербии, Казахстана, Италии и Франции.
Старт следующего — 2015 года — также начался с удачной серии: Станислас выиграл небольшие турниры в Ченнаи в январе и в феврале Роттердаме, а между ними на Открытом чемпионате Австралии дошёл до полуфинала, в пяти сетах уступив Новаку Джоковичу. Остаток хардового сезона и начало грунтовой серии прошли не слишком удачно, но к маю Вавринка вновь стал выходить на пик формы: сначала добравшись до полуфинала в Риме, попутно переиграв Рафаэля Надаля, а затем и выиграв свой второй Большой шлем на Открытом чемпионате Франции, где в финале в четырёх партиях он взял верх над Новаком Джоковичем. Для Джоковича это поражение, в итоге, стало единственным на турнирах Большого шлема в 2015 году. Победив, к тому же в четвертьфинала № 2 в мире Роджера Федерера Вавринка оба своих титула на Больших шлемах сопроводил победами над двумя первыми теннисистами в мировой классификации. До него на больших шлемах это удавалось сделать на Ролан Гаррос 1993 года испанцу Серхи Бругера. Также он стал первым со времен Матса Виландера (1982 год), кто становился победителем юниорского Ролан Гаррос, а затем смог выиграть и взрослые соревнования. В рейтинге Стэн поднялся с 9-й на 4-ю позицию.
| Стадия  | Соперник (посев)        | Рейтинг | Счёт                  | Время матча |
| 1 раунд | Марсель Ильхан          | 81      | 6-3 6-2 6-3           | 1 ч 36 мин  |
| 2 раунд | Душан Лайович           | 67      | 6-3 6-4 5-7 6-3       | 2 ч 36 мин  |
| 3 раунд | Стив Джонсон            | 56      | 6-4 6-3 6-2           | 1 ч 29 мин  |
| 4 раунд | Жиль Симон (12)         | 13      | 6-1 6-4 6-2           | 1 ч 51 мин  |
| 1/4     | Роджер Федерер (2)      | 2       | 6-4 6-3 7-6(4)        | 2 ч 9 мин   |
| 1/2     | Жо-Вильфрид Тсонга (14) | 15      | 6-3 6-7(1) 7-6(3) 6-4 | 3 ч 46 мин  |
| Финал   | Новак Джокович (1)      | 1       | 4-6 6-4 6-3 6-4       | 3 ч 12 мин  |

На Уимблдонском турнире 2015 года Вавринка повторил своё лучшее выступление и второй год подряд вышел в четвертьфинал. До Открытого чемпионата США он сыграл на двух турнирах, где далее всего (до четвертьфинала) прошёл на Мастерсе в Цинциннати. На кортах же Нью-Йорка Стэн во второй раз в карьере доиграл до полуфинала, в котором не смог переиграть Федерера. В октябре он взял четвёртый титул в сезоне, став победителем турнира в Токио. В финале Вавринка смог выиграть у Бенуа Пера со счётом 6-2, 6-4. Затем он доиграл до четвертьфинала на Мастерсе в Шанхае, а на Мастерсе в Париже вышел в полуфинал. На Итоговом турнире в Лондоне швейцарец в своей группе обыграл Давида Феррера и Энди Маррея, но уступил Надалю. Выйдя в полуфинал, он сыграл с Федерером и проиграл ему в двух сетах. Второй год подряд в рейтинге Вавринка занял 4-е место.

### 2016—2018 (победа в США и финал на Ролан Гаррос)
Сезон 2016 года Вавринка начал с выигрыша турнира в Ченнаи, в финале которого обыграл Борна Чорича — 6-3, 7-5. На Открытом чемпионате Австралии он дошёл до четвёртого круга, где уступил Раоничу. В феврале Вавринка выиграл ещё один титул, став чемпионом турнира в Дубае. В решающем матче он одолел киприота Маркоса Багдатиса — 6-4, 7-6(13). Грунтовую часть сезона Стэн начал для себя в апреле с выхода в четвертьфинал Мастерса в Монте-Карло. В мае он выиграл подготовительный к Ролан Гаррос турнир в Женеве. В финале швейцарец переиграл хорвата Марина Чилича — 6-4, 7-6(11). На Открытом чемпионате Франции у Вавринки была довольно простая сетка и он дошёл до полуфинала, где уступил Энди Маррею.
На Уимблдонском турнире 2016 года Вавринка проиграл во втором круге Хуану Мартину дель Потро. В конце июля на Мастерсе в Торонто Стэн смог выйти в полуфинал. Перед началом последнего в году турнира из серии Большого шлема он поднялся в рейтинге на третье место, обогнав травмированного Федерера. На Открытом чемпионате США Вавринка едва не вылетел уже в третьем круге — у британца Дэниела Эванса был матчбол на тай-брейке 4-го сета, но Вавринка всё же смог победить в пяти партиях (4-6 6-3 6-7(6-8) 7-6(10-8) 6-2). В итоге Стэн дошёл до финала, где завоевал третью победу в турнирах Большого шлема, обыграв первую ракетку мира Джоковича со счётом 6-7(1-7) 6-4 7-5 6-3. Для серба этот матч стал единственным в 2016 году, который он проиграл после победы в первом сете (53-1). Таким образом, во всех трёх победах на Больших шлемах Вавринка на своём пути побеждал действующего лидера мирового рейтинга.
| Стадия  | Соперник (посев)            | Рейтинг | Счёт                      | Время матча |
| 1 раунд | Фернандо Вердаско           | 46      | 7-6(4) 6-4 6-4            | 2 ч 18 мин  |
| 2 раунд | Алессандро Джанесси (Q)     | 243     | 6-1 7-6(4) 7-5            | 2 ч 27 мин  |
| 3 раунд | Дэниел Эванс                | 64      | 4-6 6-3 6-7(6) 7-6(8) 6-2 | 4 ч 2 мин   |
| 4 раунд | Илья Марченко               | 63      | 6-4 6-1 6-7(5) 6-3        | 2 ч 46 мин  |
| 1/4     | Хуан Мартин дель Потро (WC) | 142     | 7-6(5) 4-6 6-3 6-2        | 3 ч 13 мин  |
| 1/2     | Кэй Нисикори (6)            | 7       | 4-6 7-5 6-4 6-2           | 3 ч 8 мин   |
| Финал   | Новак Джокович (1)          | 1       | 6-7(1) 6-4 7-5 6-3        | 3 ч 55 мин  |

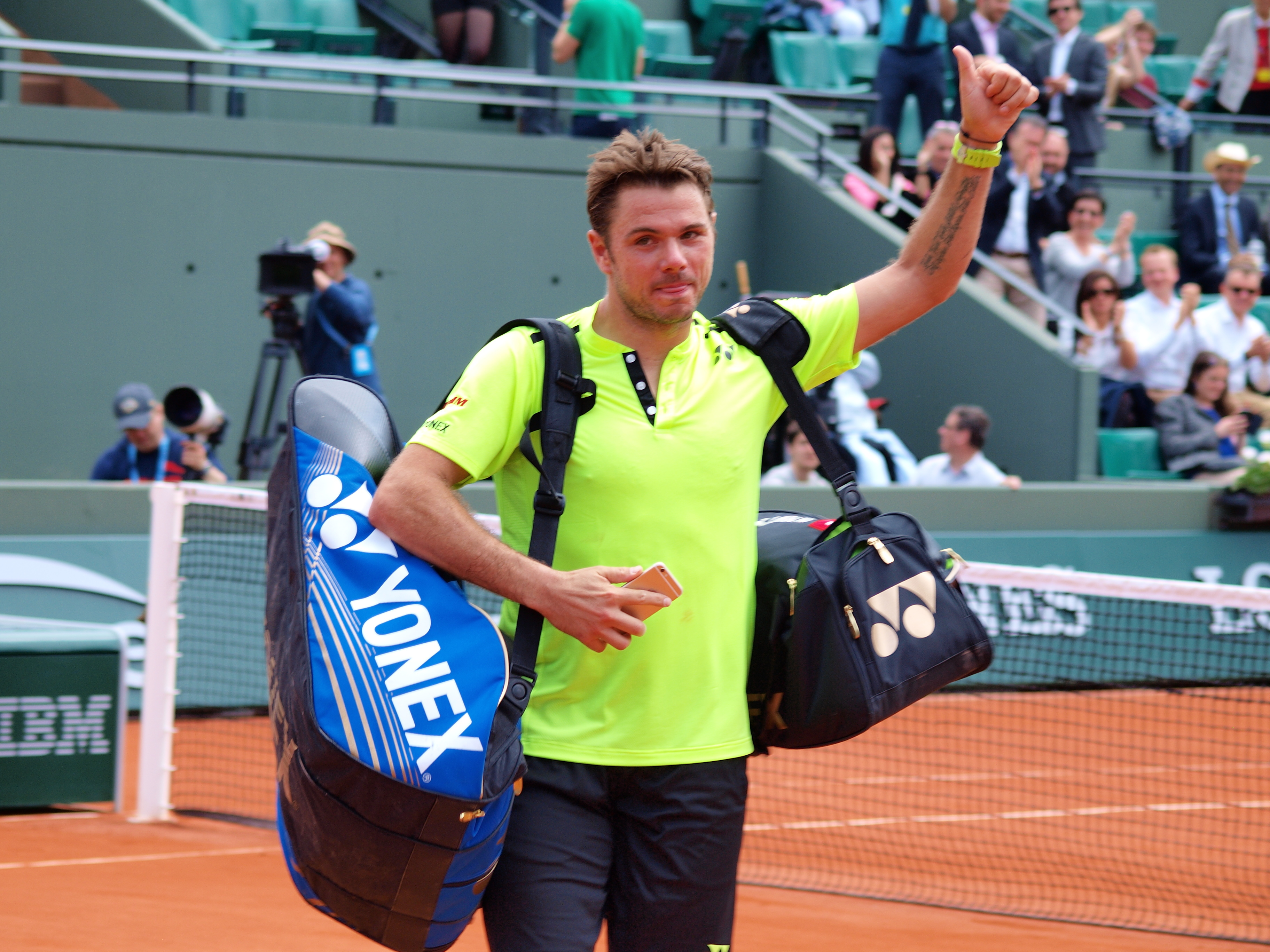
Вавринка на Ролан Гаррос 2016 года

С января 2014 года Вавринка выиграл подряд 11 финалов турниров Мирового тура, в которых принимал участие, в том числе и три титула на турнирах Большого шлема. Серия прервалась 25 сентября 2016 года, когда он уступил в финале турнира в Санкт-Петербурга Александру Звереву — 2-6, 6-3, 5-7. Концовка сезона в целом прошла без ярких результатов. На Итоговом турнире в Лондоне Вавринка проиграл в своей группе два матча из трёх и не попал в полуфинал. После этого он потерял одну позицию в рейтинге и третий год подряд завершил год на четвёртом месте.
В начале 2017 года Вавринка сыграл на турнире в Брисбене, где добрался до полуфинала. Затем на Открытом чемпионате Австралии он также дошёл до полуфинала, где в пятисетовом матче проиграл Роджеру Федереру. Следующая встреча двух швейцарских теннисистов состоялась в марте в финале Мастерса в Индиан-Уэллсе и победу вновь одержал Роджер (4-6, 5-7). Грунтовая часть сезона для Вавринки началась со скромных результатов, но ближе к Ролан Гаррос он стал набирать форму. За неделю до турнира в Париже Стэн второй год подряд выиграл турнир в Женеве, где в финале переиграл Мишу Зверева — 4-6, 6-3, 6-3. На Открытом чемпионате Франции Вавринка показал отличный теннис и смог выйти в главный матч, обыграв в полуфинале № 1 в мире на тот момент Энди Маррея в пяти сетах. В решающем матче он сыграл против рекордсмена по титулам на Ролан Гаррос Рафаэля Надаля и довольно легко проиграл в трёх сетах.
| Стадия  | Соперник (посев)     | Рейтинг | Счёт                      | Время матча |
| 1 раунд | Йозеф Ковалик (Q)    | 152     | 6-2 7-6(6) 6-3            | 1 ч 57 мин  |
| 2 раунд | Александр Долгополов | 89      | 6-4 7-6(5) 7-5            | 2 ч 34 мин  |
| 3 раунд | Фабио Фоньини (28)   | 29      | 7-6(2) 6-0 6-2            | 1 ч 52 мин  |
| 4 раунд | Гаэль Монфис (15)    | 16      | 7-5 7-6(7) 6-2            | 2 ч 43 мин  |
| 1/4     | Марин Чилич (7)      | 8       | 6-3 6-3 6-1               | 1 ч 40 мин  |
| 1/2     | Энди Маррей (1)      | 1       | 6-7(6) 6-3 5-7 7-6(3) 6-1 | 4 ч 34 мин  |
| Финал   | Рафаэль Надаль (4)   | 4       | 2-6 3-6 1-6               | 2 ч 5 мин   |

После Ролан Гаррос 2017 года Вавринка сыграл в сезоне лишь два турнира, включая Уимблдон, на которых проигрывал сразу же на старте. Он травмировал колено и с июля (после Уимблдона) и до конца сезона не выступал на турнирах, перенеся операцию.
Первым турниром после возвращения для Вавринки стал Открытый чемпионат Австралии в январе 2018 года, на котором швейцарский теннисист проиграл во втором раунде. В феврале на зальном турнире в Софии он смог доиграть до полуфинала. Затем на двух турнирах он проиграл стартовые матчи и пропустил мартовские Мастерсы и начало грунтового сезона из-за травмы. На Ролан Гаррос он вылетел уже в первом раунде и из-за потери рейтинговых очков выбыл даже из топ-200. В августе впервые за долгое время Вавринка выиграл три мата подряд на одном турнире, сумев сыграть в четвертьфинале Мастерса в Цинциннати. На Открытом чемпионате США он в первом раунде смог выбить № 8 в мире Григора Димитрова и пройти в третий раунд, в котором проиграл Милошу Раоничу. В осенней части сезона Стэн сыграл три турнира и лучшего для себя результата добился в Санкт-Петербурге, где смог выйти в полуфинал.

### 2019—2021
На Открытом чемпионате Австралии Стэну не повезло с жеребьёвкой, и он встретился во втором раунде с Милошом Раоничем и проиграл ему в четырёх сетах. В феврале на зальном турнире в Роттердаме он дошёл до финала, в котором проиграл французу Гаэль Монфису — 3-6, 6-1, 2-6. На следующем турнире в Акапулько Вавринка вышел в четвертьфинал. В мае Вавринка участвовал в Мастерсе в Мадриде, где дошёл до четвертьфинала, но проиграл Надалю со счётом 1-6 2-6. На Открытом чемпионате Франции Вавринка, посеянный под 24-м номером, смог выйти в четвертьфинал, обыграв в четвёртом раунде в зрелищном пятичасовом матче шестую ракетку мира Стефаноса Циципаса (7-6(8-6), 5-7, 6-4, 3-6, 8-6). В четвертьфинале, который стал для Вавринки 16-м в карьере на турнирах Большого шлема, Стэн проиграл Федереру в четырёх сетах — 6-7(4-7) 6-4 6-7(5-7) 4-6.
Уимблдон 2019 года завершился для Вавринки во втором раунде поражением в пяти сетах от Рейлли Опелки (5-7 6-3 6-4 4-6 6-8). На Открытом чемпионате США Стэн дошёл до четвертьфинала, обыграв по пути первого сеяного Новака Джоковича на отказе соперника в третьем сете при счёте 6-4, 7-5, 2-1, в пользу Вавринки. В четвертьфинале он уступил в четырёх сетах россиянину Даниилу Медведеву (6-7(6-8) 3-6 6-3 1-6). В октябре на турнире в Антверпене, швейцарец вышел в финал, но проиграл Маррею — 6-3 4-6 4-6. Сезон Вавринка завершил на 16-м месте в рейтинге.
2020 год Вавринка начал с выступления на турнире в Дохе, где доиграл до полуфинала. На Открытом чемпионате Австралии Стэн смог пятый раз в карьере выйти в четвертьфинал, обыграв в четвёртом раунде № 4 в мире Медведева. В борьбе за полуфинал он проиграл Александру Звереву из Германии в четырёх сетах. В феврале он доиграл до четвертьфинала турнира в Акапулько. Открытый чемпионат США 2020 года стал для Вавринки всего лишь вторым пропущенным турниром Большого шлема с 2005 года.
На Открытом чемпионате Франции, который из-за пандемии коронавирусной инфекции проходил осенью, Вавринка был посеян под 16-м номером и в первом круге разгромил получившего уайлд-кард Энди Маррея со счётом 6-1 6-3 6-2. Во втором круге Стэн переиграл немца Доминика Кёпфера (6-3 6-2 3-6 6-1), но в третьем круге уступил 20-летнему французу Уго Гастону в пяти сетах (6-2 3-6 3-6 6-4 0-6).
2021 год Стэн сыграл перед Открытым чемпионатом Австралии на турнире в Мельбурне. В трёх сетах переиграл Михаила Кукушкина и Алекса Болта, но на матч с Шарди не вышел. В первом раунде Открытого чемпионата Австралии Стэн легко переиграл Педру Соуза, но во втором раунде на тай-брейке пятого сета уступил Мартону Фучовичу. На турнире в Роттердаме и в Дохе проиграл в первом раунде.

### 2023

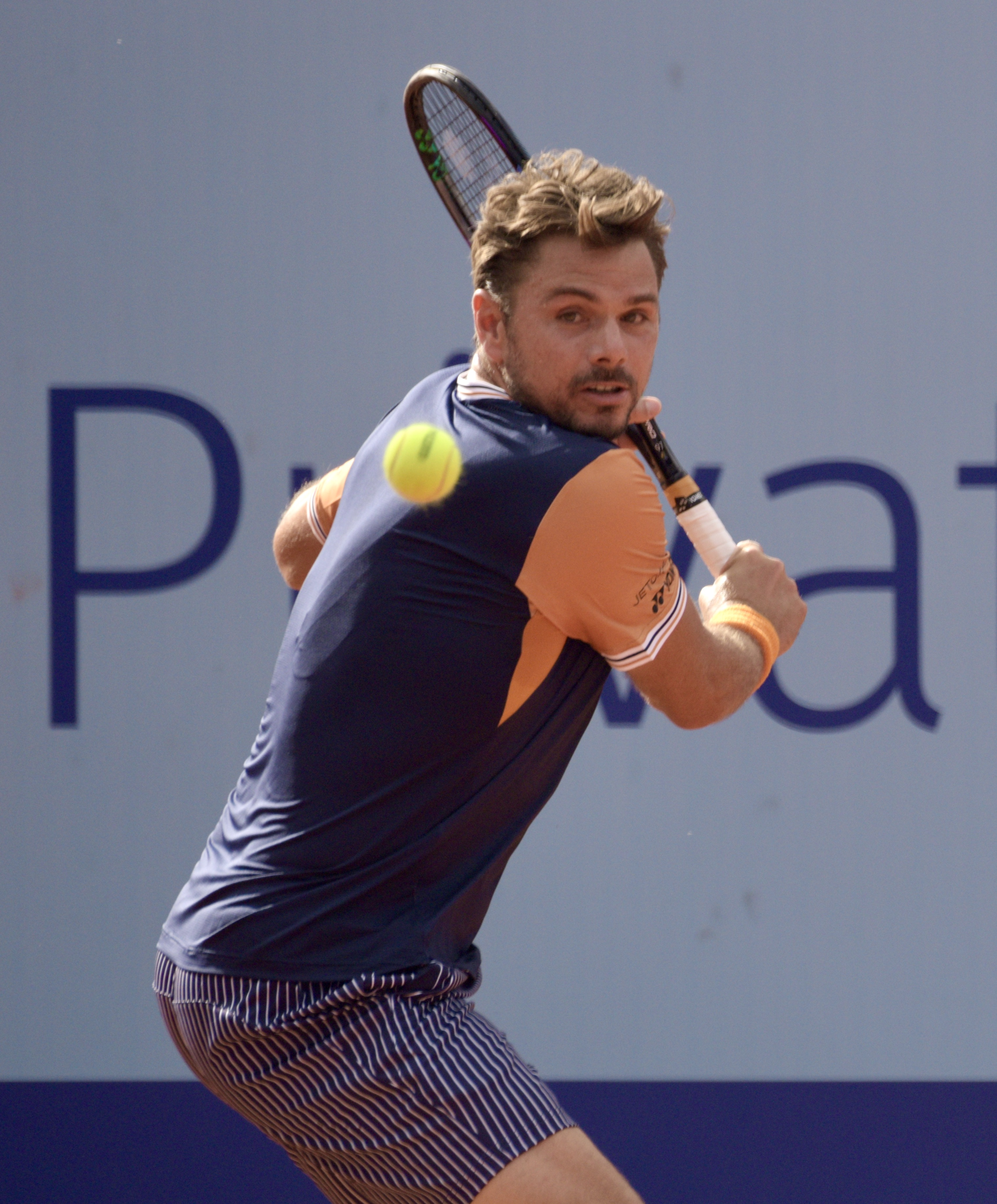
2023 год

На Открытом чемпионате Австралии Вавринка проиграл уже в первом круге в пяти сетах Алексу Молчану.
В марте дошёл до 4-го круга на Мастерсе в Индиан-Уэлсе, обыграв в третьем круге 8-ю ракетку мира Хольгера Руне. В 4-м круге проиграл Яннику Синнеру — 1-6, 4-6.
На Открытом чемпионате Франции в пяти сетах обыграл Альберта Рамоса, а затем уступил в пяти сетах Танаси Коккинакису.
На Уимблдоне в третьем круге уступил второй ракетке мира Новаку Джоковичу в трёх сетах.
В июле вместе с Домиником Штрикером выиграл турнир ATP 250 в Гштаде в парном разряде. Вавринка дошёл до финала турнира ATP в парном разряде впервые более чем за 10 лет — с января 2013 года. Всего это была третья в карьере Вавринки победа в парном разряде на уровне ATP. Вслед за этим впервые с октября 2019 года дошёл до финала турнира ATP в одиночном разряде. В Умаге на турнире серии ATP 250 на грунте Вавринка проиграл в финале в трёх сетах 90-й ракетке мира Алексею Попырину. Вавринка сыграл в финале турнира в Умаге через 17 лет после финала 2006 года, когда он одержал свою первую в карьере победу на турнирах ATP.
На Открытом чемпионате США проиграл в третьем круге шестой ракетке мира Яннику Синнеру — 3-6, 6-2, 4-6, 2-6.
Осенью выступал неудачно, ни разу не выиграв более одного матча на турнире. Закончил год на 49-м месте в рейтинге. В парном рейтинге завершил сезон на 205-м месте — высшем с 2015 года.

### 2024
На Открытом чемпионате Австралии Вавринка в первом круге уступил 19-й ракетке мира Адриану Маннарино со счётом 4-6 6-3 7-5 3-6 0-6.
До Открытого чемпионата Франции сыграл на 8 турнирах (включая два «челленджера»), на которых сумел выиграть всего три матча. На Открытом чемпионате Франции в первом круге обыграл бывшую первую ракетку мира Энди Маррея со счётом 6-4 6-4 6-2. Во втором круге Вавринка проиграл Павлу Котову в 4 сетах.
На Уимблдоне в первом круге обыграл 248-ю ракетку мира Чарльза Брума в трёх сетах, а затем уступил в трёх партиях Гаэлю Монфису.
На Олимпийских играх в Париже, которые стали третьими в карьере швейцарца, Вавринка в первом круге одиночного разряда разгромил Павла Котова со счётом 6-1 6-1, а во втором проиграл Алексею Попырину из Австралии со счётом 4-6 5-7.
На Открытом чемпионате США получил wild card в основную сетку, так как не попадал туда по рейтингу. Вавринка 17-й раз сыграл на Открытом чемпионате США, в первом круге он проиграл итальянцу Маттиа Беллуччи в трёх сетах.

## Рейтинг на конец года
| Год  | Одиночный рейтинг | Парный рейтинг |
| ---- | ----------------- | -------------- |
| 2024 | 161               | —              |
| 2023 | 49                | 205            |
| 2022 | 148               | 1081           |
| 2021 | 82                | 529            |
| 2020 | 18                | 280            |
| 2019 | 16                | 290            |
| 2018 | 66                | —              |
| 2017 | 9                 | 547            |
| 2016 | 4                 | 576            |
| 2015 | 4                 | 183            |
| 2014 | 4                 | 96             |
| 2013 | 8                 | 175            |
| 2012 | 17                | 201            |
| 2011 | 17                | 101            |
| 2010 | 21                | 384            |
| 2009 | 21                | 100            |
| 2008 | 13                | 234            |
| 2007 | 36                | 438            |
| 2006 | 30                | 90             |
| 2005 | 54                | 831            |
| 2004 | 168               | 298            |
| 2003 | 171               | 557            |
| 2002 | 660               | 1458           |
| 2001 | 1044              | 727            |

По данным официального сайта ATP на последнюю неделю года.

## Выступления на турнирах

### Финалы турниров Большого шлема в одиночном разряде (4)

#### Победы (3)
| №  | Год  | Турнир                       | Покрытие | Соперник в финале | Счёт               |
| 1. | 2014 | Открытый чемпионат Австралии | Хард     | Рафаэль Надаль    | 6-3 6-2 3-6 6-3    |
| 2. | 2015 | Открытый чемпионат Франции   | Грунт    | Новак Джокович    | 4-6 6-4 6-3 6-4    |
| 3. | 2016 | Открытый чемпионат США       | Хард     | Новак Джокович    | 6-7(1) 6-4 7-5 6-3 |

#### Поражения (1)
| №  | Год  | Турнир                     | Покрытие | Соперник в финале | Счёт        |
| 1. | 2017 | Открытый чемпионат Франции | Грунт    | Рафаэль Надаль    | 2-6 3-6 1-6 |

### Финалы турниров ATP в одиночном разряде (31)

#### Победы (16)
| Титулы                               |
| ------------------------------------ |
| Турниры Большого шлема (3)*          |
| Итоговый турнир ATP (0)              |
| Олимпиада (0+1)                      |
| Мастерс (1)                          |
| ATP International Gold / ATP 500 (3) |
| ATP International / ATP 250 (9+1)    |

| Титулы по покрытиям | Титулы по месту проведения матчей турнира |
| ------------------- | ----------------------------------------- |
| Хард (9+2)*         | Зал (1)                                   |
| Грунт (7)           | Зал (1)                                   |
| Трава (0)           | Открытый воздух (15+2)                    |
| Ковёр (0)           | Открытый воздух (15+2)                    |

* количество побед в одиночном разряде + количество побед в парном разряде.
| №   | Дата             | Турнир                       | Покрытие   | Соперник в финале  | Счёт               |
| 1.  | 24 июля 2006     | Умаг, Хорватия               | Грунт      | Новак Джокович     | 6-6(1) — отказ     |
| 2.  | 11 апреля 2010   | Касабланка, Марокко          | Грунт      | Виктор Ханеску     | 6-2 6-3            |
| 3.  | 9 января 2011    | Ченнаи, Индия                | Хард       | Ксавье Малисс      | 7-5 4-6 6-1        |
| 4.  | 5 мая 2013       | Оэйраш, Португалия           | Грунт      | Давид Феррер       | 6-1 6-4            |
| 5.  | 5 января 2014    | Ченнаи, Индия (2)            | Хард       | Эдуар Роже-Васслен | 7-5 6-2            |
| 6.  | 26 января 2014   | Открытый чемпионат Австралии | Хард       | Рафаэль Надаль     | 6-3 6-2 3-6 6-3    |
| 7.  | 20 апреля 2014   | Монте-Карло, Монако          | Грунт      | Роджер Федерер     | 4-6 7-6(5) 6-2     |
| 8.  | 11 января 2015   | Ченнаи, Индия (3)            | Хард       | Аляж Бедене        | 6-3 6-4            |
| 9.  | 15 февраля 2015  | Роттердам, Нидерланды        | Хард (зал) | Томаш Бердых       | 4-6 6-3 6-4        |
| 10. | 7 июня 2015      | Открытый чемпионат Франции   | Грунт      | Новак Джокович     | 4-6 6-4 6-3 6-4    |
| 11. | 11 октября 2015  | Токио, Япония                | Хард       | Бенуа Пер          | 6-2 6-4            |
| 12. | 10 января 2016   | Ченнаи, Индия (4)            | Хард       | Борна Чорич        | 6-3 7-5            |
| 13. | 27 февраля 2016  | Дубай, ОАЭ                   | Хард       | Маркос Багдатис    | 6-4 7-6(13)        |
| 14. | 21 мая 2016      | Женева, Швейцария            | Грунт      | Марин Чилич        | 6-4 7-6(11)        |
| 15. | 11 сентября 2016 | Открытый чемпионат США       | Хард       | Новак Джокович     | 6-7(1) 6-4 7-5 6-3 |
| 16. | 27 мая 2017      | Женева, Швейцария (2)        | Грунт      | Миша Зверев        | 4-6 6-3 6-3        |

#### Поражения (15)
| №   | Дата             | Турнир                     | Покрытие   | Соперник в финале | Счёт           |
| 1.  | 4 июля 2005      | Гштад, Швейцария           | Грунт      | Гастон Гаудио     | 4-6 4-6        |
| 2.  | 16 июля 2007     | Штутгарт, Германия         | Грунт      | Рафаэль Надаль    | 4-6 5-7        |
| 3.  | 14 октября 2007  | Вена, Австрия              | Хард (зал) | Новак Джокович    | 4-6 0-6        |
| 4.  | 5 января 2008    | Доха, Катар                | Хард       | Энди Маррей       | 4-6 6-4 2-6    |
| 5.  | 5 мая 2008       | Рим, Италия                | Грунт      | Новак Джокович    | 6-4 3-6 3-6    |
| 6.  | 10 января 2010   | Ченнаи, Индия              | Хард       | Марин Чилич       | 6-7(2) 6-7(3)  |
| 7.  | 24 февраля 2013  | Буэнос-Айрес, Аргентина    | Грунт      | Давид Феррер      | 4-6 6-3 1-6    |
| 8.  | 12 мая 2013      | Мадрид, Испания            | Грунт      | Рафаэль Надаль    | 2-6 4-6        |
| 9.  | 22 июня 2013     | Хертогенбос, Нидерланды    | Трава      | Николя Маю        | 3-6 4-6        |
| 10. | 25 сентября 2016 | Санкт-Петербург, Россия    | Хард (зал) | Александр Зверев  | 2-6 6-3 5-7    |
| 11. | 19 марта 2017    | Индиан-Уэллс, США          | Хард       | Роджер Федерер    | 4-6 5-7        |
| 12. | 11 июня 2017     | Открытый чемпионат Франции | Грунт      | Рафаэль Надаль    | 2-6 3-6 1-6    |
| 13. | 17 февраля 2019  | Роттердам, Нидерланды      | Хард (зал) | Гаэль Монфис      | 3-6 6-1 2-6    |
| 14. | 20 октября 2019  | Антверпен, Бельгия         | Хард (зал) | Энди Маррей       | 6-3 4-6 4-6    |
| 15. | 30 июля 2023     | Умаг, Хорватия             | Грунт      | Алексей Попырин   | 7-6(5) 3-6 4-6 |

### Финалы челленджеров и фьючерсов в одиночном разряде (13)

#### Победы (10)
| Условные обозначения |
| Челленджеры (7)*     |
| Фьючерсы (3+1)       |

| Титулы по покрытиям | Титулы по месту проведения матчей турнира |
| ------------------- | ----------------------------------------- |
| Хард (0+1)*         | Зал (9)                                   |
| Грунт (10)          | Зал (9)                                   |
| Трава (0)           | Открытый воздух (10+1)                    |
| Ковёр (0)           | Открытый воздух (10+1)                    |

* количество побед в одиночном разряде + количество побед в парном разряде.
| №   | Дата            | Турнир                            | Покрытие | Соперник в финале           | Счёт            |
| 1.  | 1 сентября 2002 | Монтрё, Швейцария                 | Грунт    | Константин Грубер           | 6-4 4-6 6-4     |
| 2.  | 23 марта 2003   | Сабадель, Испания                 | Грунт    | Рауль Морант Ривас          | 6-3 6-4         |
| 3.  | 30 марта 2003   | Сабадель, Испания                 | Грунт    | Хуан Альберт Вилока Пуиг    | 6-4 6-0         |
| 4.  | 17 августа 2003 | Сан-Бенедетто-дель-Тронто, Италия | Грунт    | Сальвадор Наварро Гутьеррес | 6-1 4-6 6-4     |
| 5.  | 24 августа 2003 | Женева, Швейцария                 | Грунт    | Эмилио Бенфеле Альварес     | 6-1 7-5         |
| 6.  | 24 апреля 2004  | Барселона, Испания                | Грунт    | Кристоф Влиген              | 6-4 6-3         |
| 7.  | 22 августа 2004 | Женева, Швейцария                 | Грунт    | Кристоф Рохус               | 4-6 6-4 — отказ |
| 8.  | 14 июня 2009    | Лугано, Швейцария                 | Грунт    | Потито Стараче              | 7-5 6-3         |
| 9.  | 13 июня 2010    | Лугано, Швейцария                 | Грунт    | Потито Стараче              | 6-7(2) 6-2 6-1  |
| 10. | 23 августа 2020 | Прага, Чехия                      | Грунт    | Аслан Карацев               | 7-6(2) 6-4      |

#### Поражения (3)
| №  | Дата            | Турнир                   | Покрытие   | Соперник в финале | Счёт           |
| 1. | 2 марта 2003    | Картахена, Испания       | Грунт      | Иван Наварро      | 7-6(5) 4-6 0-6 |
| 2. | 15 августа 2004 | Санкт-Петербург, Россия  | Грунт      | Жан-Рене Лиснар   | 6-3 5-7 5-7    |
| 3. | 6 февраля 2005  | Андрезье-Бутеон, Франция | Хард (зал) | Тьерри Асьон      | 1-6 3-6        |

### Финалы Олимпийских турниров в парном разряде (1)

#### Победы (1)
| №  | Дата | Турнир       | Покрытие | Партнёр        | Соперники в финале           | Счёт               |
| 1. | 2008 | Пекин, Китай | Хард     | Роджер Федерер | Симон Аспелин Томас Юханссон | 6-3 6-4 6-7(4) 6-3 |

### Финалы турнировATPв парном разряде (7)

#### Победы (3)
| №  | Дата            | Турнир           | Покрытие | Партнёр         | Соперники в финале                | Счёт               |
| 1. | 11 августа 2008 | Олимпиада        | Хард     | Роджер Федерер  | Симон Аспелин Томас Юханссон      | 6-3 6-4 6-7(4) 6-3 |
| 2. | 6 января 2013   | Ченнаи, Индия    | Хард     | Бенуа Пер       | Андре Бегеман Мартин Эммрих       | 6-2 6-1            |
| 3. | 23 июля 2023    | Гштад, Швейцария | Грунт    | Доминик Штрикер | Марсело Демолинер Матве Мидделкоп | 7-6(8) 6-2         |

#### Поражения (4)
| №  | Дата          | Турнир               | Покрытие | Партнёр         | Соперники в финале                 | Счёт              |
| 1. | 5 июля 2004   | Гштад, Швейцария     | Грунт    | Марк Россе      | Леандер Паес Давид Рикл            | 4-6 2-6           |
| 2. | 13 июля 2008  | Гштад, Швейцария (2) | Грунт    | Штефан Боли     | Ярослав Левинский Филип Полашек    | 6-3 2-6 [9-11]    |
| 3. | 5 января 2009 | Ченнаи, Индия        | Хард     | Жан-Клод Шеррер | Эрик Буторак Раджив Рам            | 3-6 4-6           |
| 4. | 20 марта 2011 | Индиан-Уэллс, США    | Хард     | Роджер Федерер  | Александр Долгополов Ксавье Малисс | 4-6 7-6(5) [7-10] |

### Финалы челленджеров и фьючерсов в парном разряде (2)

#### Победы (1)
| №  | Дата           | Турнир          | Покрытие | Партнёр           | Соперники в финале                        | Счёт        |
| 1. | 7 октября 2001 | Мартос, Испания | Хард     | Грегори Завьялофф | Хайме Гарсия Ланча Маркос Хименес Летрадо | 4-6 6-3 6-4 |

#### Поражения (1)
| №  | Дата        | Турнир          | Покрытие | Партнёр           | Соперники в финале                         | Счёт    |
| 1. | 27 мая 2001 | Льейда, Испания | Грунт    | Грегори Завьялофф | Эдуардо Николас Эспин Оскар Эрнандес Перес | 3-6 0-6 |

### Финалы командных турниров (1)

#### Победы (1)
| №  | Год  | Турнир       | Команда                        | Соперник в финале                              | Счёт |
| 1. | 2014 | Кубок Дэвиса | Швейцария С.Вавринка,Р.Федерер | Франция Ж.-В.Тсонга,Г.Монфис,Ж.Беннето,Р.Гаске | 3-1  |

## История выступлений на турнирах
По состоянию на 20 февраля 2025 года
Для того, чтобы предотвратить неразбериху и удваивание счета, информация в этой таблице корректируется только по окончании турнира или по окончании участия там данного игрока.
| Турнир                       | 2003          | 2004          | 2005          | 2006          | 2007          | 2008          | 2009                    | 2010                    | 2011                    | 2012                    | 2013                    | 2014                    | 2015                    | 2016                    | 2017                    | 2018                    | 2019                    | 2020                    | 2021                    | 2022                    | 2023                    | 2024                    | 2025                    | Итог   | В/П за карьеру |
| ---------------------------- | ------------- | ------------- | ------------- | ------------- | ------------- | ------------- | ----------------------- | ----------------------- | ----------------------- | ----------------------- | ----------------------- | ----------------------- | ----------------------- | ----------------------- | ----------------------- | ----------------------- | ----------------------- | ----------------------- | ----------------------- | ----------------------- | ----------------------- | ----------------------- | ----------------------- | ------ | -------------- |
| Турниры Большого шлема       |               |               |               |               |               |               |                         |                         |                         |                         |                         |                         |                         |                         |                         |                         |                         |                         |                         |                         |                         |                         |                         |        |                |
| Открытый чемпионат Австралии | -             | К1            | К2            | 2Р            | 3Р            | 2Р            | 3Р                      | 3Р                      | 1/4                     | 3Р                      | 4Р                      | П                       | 1/2                     | 4Р                      | 1/2                     | 2Р                      | 2Р                      | 1/4                     | 2Р                      | -                       | 1Р                      | 1Р                      | 1Р                      | 1 / 19 | 43-18          |
| Открытый чемпионат Франции   | -             | К1            | 3Р            | 1Р            | 2Р            | 3Р            | 3Р                      | 4Р                      | 4Р                      | 4Р                      | 1/4                     | 1Р                      | П                       | 1/2                     | Ф                       | 1Р                      | 1/4                     | 3Р                      | -                       | 1Р                      | 2Р                      | 2Р                      |                         | 1 / 19 | 46-18          |
| Уимблдонский турнир          | -             | -             | 1Р            | 3Р            | 1Р            | 4Р            | 4Р                      | 1Р                      | 2Р                      | 1Р                      | 1Р                      | 1/4                     | 1/4                     | 2Р                      | 1Р                      | 2Р                      | 2Р                      | НП                      | -                       | 1Р                      | 3Р                      | 2Р                      |                         | 0 / 18 | 23-18          |
| Открытый чемпионат США       | -             | К2            | 3Р            | 3Р            | 4Р            | 4Р            | 1Р                      | 1/4                     | 2Р                      | 4Р                      | 1/2                     | 1/4                     | 1/2                     | П                       | -                       | 3Р                      | 1/4                     | -                       | -                       | 1Р                      | 3Р                      | 1Р                      |                         | 1 / 17 | 46-16          |
| Итог                         | 0 / 0         | 0 / 0         | 0 / 3         | 0 / 4         | 0 / 4         | 0 / 4         | 0 / 4                   | 0 / 4                   | 0 / 4                   | 0 / 4                   | 0 / 4                   | 1 / 4                   | 1 / 4                   | 1 / 4                   | 0 / 3                   | 0 / 4                   | 0 / 4                   | 0 / 2                   | 0 / 1                   | 0 / 3                   | 0 / 4                   | 0 / 4                   | 0 / 1                   | 3 / 73 |                |
| В/П в сезоне                 | 0-0           | 0-0           | 4-3           | 5-4           | 6-4           | 9-4           | 7-4                     | 9-4                     | 9-4                     | 8-4                     | 12-4                    | 13-3                    | 21-3                    | 16-3                    | 11-3                    | 4-4                     | 10-4                    | 6-2                     | 1-1                     | 0-3                     | 5-4                     | 2-4                     | 0-1                     |        | 158-70         |
| Итоговые турниры             |               |               |               |               |               |               |                         |                         |                         |                         |                         |                         |                         |                         |                         |                         |                         |                         |                         |                         |                         |                         |                         |        |                |
| Итоговый турнир ATP          | -             | -             | -             | -             | -             | -             | -                       | -                       | -                       | -                       | 1/2                     | 1/2                     | 1/2                     | Группа                  | -                       | -                       | -                       | -                       | -                       | -                       | -                       | -                       |                         | 0 / 4  | 7-8            |
| Олимпийские игры             |               |               |               |               |               |               |                         |                         |                         |                         |                         |                         |                         |                         |                         |                         |                         |                         |                         |                         |                         |                         |                         |        |                |
| Летняя Олимпиада             | НП            | -             | Не проводился | Не проводился | Не проводился | 2Р            | Не проводился           | Не проводился           | Не проводился           | 1Р                      | Не проводился           | Не проводился           | Не проводился           | -                       | Не проводился           | Не проводился           | Не проводился           | Не проводился           | -                       | Не проводился           | Не проводился           | 2Р                      | НП                      | 0 / 3  | 2-3            |
| Турниры серии Мастерс        |               |               |               |               |               |               |                         |                         |                         |                         |                         |                         |                         |                         |                         |                         |                         |                         |                         |                         |                         |                         |                         |        |                |
| Индиан-Уэлс                  | -             | -             | -             | 2Р            | -             | 1/4           | 4Р                      | -                       | 1/4                     | 3Р                      | 4Р                      | 4Р                      | 2Р                      | 4Р                      | Ф                       | -                       | 3Р                      | НП                      | -                       | -                       | 4Р                      | 1Р                      |                         | 0 / 13 | 27-13          |
| Майами                       | -             | -             | -             | 2Р            | -             | 2Р            | 4Р                      | 3Р                      | 2Р                      | -                       | -                       | 4Р                      | 3Р                      | 2Р                      | 4Р                      | -                       | 2Р                      | НП                      | -                       | -                       | -                       | -                       |                         | 0 / 10 | 9-10           |
| Монте-Карло                  | -             | -             | -             | 1Р            | -             | 1Р            | 1/2                     | 3Р                      | -                       | 1/4                     | 1/4                     | П                       | 3Р                      | 1/4                     | 3Р                      | -                       | 2Р                      | НП                      | -                       | 1Р                      | 2Р                      | 1Р                      |                         | 1 / 13 | 22-13          |
| Мадрид                       | -             | -             | -             | -             | 1Р            | 3Р            | 3Р                      | 3Р                      | 1Р                      | 3Р                      | Ф                       | 2Р                      | 3Р                      | 2Р                      | 2Р                      | -                       | 1/4                     | НП                      | -                       | -                       | 2Р                      | -                       |                         | 0 / 13 | 17-13          |
| Рим                          | -             | -             | 2Р            | 1Р            | 1Р            | Ф             | 3Р                      | 1/4                     | 3Р                      | 3Р                      | 2Р                      | 3Р                      | 1/2                     | 3Р                      | 3Р                      | 1Р                      | 1Р                      | 1Р                      | -                       | 3Р                      | 2Р                      | -                       |                         | 0 / 18 | 25-17          |
| Монреаль/Торонто             | -             | -             | 1Р            | -             | 1Р            | 3Р            | 3Р                      | 2Р                      | 1/4                     | -                       | 2Р                      | 3Р                      | 2Р                      | 1/2                     | -                       | 3Р                      | 2Р                      | НП                      | -                       | 1Р                      | -                       | -                       |                         | 0 / 13 | 16-13          |
| Цинциннати                   | -             | -             | -             | 3Р            | 1Р            | -             | 1Р                      | 2Р                      | 1Р                      | 1/2                     | 2Р                      | 1/4                     | 1/4                     | 3Р                      | -                       | 1/4                     | 2Р                      | -                       | -                       | 1Р                      | 3Р                      | -                       |                         | 0 / 14 | 19-14          |
| Шанхай                       | Не проводился | Не проводился | Не проводился | Не проводился | Не проводился | Не проводился | 3Р                      | 2Р                      | 3Р                      | 3Р                      | 1/4                     | 2Р                      | 1/4                     | 3Р                      | -                       | 1Р                      | -                       | Не проводился           | Не проводился           | Не проводился           | 1Р                      | 2Р                      |                         | 0 / 11 | 13-11          |
| Париж                        | -             | -             | 2Р            | 2Р            | 3Р            | 2Р            | 1Р                      | 3Р                      | 1Р                      | 3Р                      | 1/4                     | 3Р                      | 1/2                     | 2Р                      | -                       | -                       | 3Р                      | 1/4                     | -                       | 1Р                      | 1Р                      | -                       |                         | 0 / 16 | 17-16          |
| Гамбург                      | -             | -             | -             | 1Р            | 1Р            | 2Р            | Не турнир серии Мастерс | Не турнир серии Мастерс | Не турнир серии Мастерс | Не турнир серии Мастерс | Не турнир серии Мастерс | Не турнир серии Мастерс | Не турнир серии Мастерс | Не турнир серии Мастерс | Не турнир серии Мастерс | Не турнир серии Мастерс | Не турнир серии Мастерс | Не турнир серии Мастерс | Не турнир серии Мастерс | Не турнир серии Мастерс | Не турнир серии Мастерс | Не турнир серии Мастерс | Не турнир серии Мастерс | 0 / 3  | 1-3            |
| Статистика за карьеру        |               |               |               |               |               |               |                         |                         |                         |                         |                         |                         |                         |                         |                         |                         |                         |                         |                         |                         |                         |                         |                         |        |                |
| Проведено финалов            | 0             | 0             | 1             | 1             | 2             | 2             | 0                       | 2                       | 1                       | 0                       | 4                       | 3                       | 4                       | 5                       | 3                       | 0                       | 2                       | 0                       | 0                       | 0                       | 1                       | 0                       | 0                       |        | 31             |
| Выиграно турниров АТП        | 0             | 0             | 0             | 1             | 0             | 0             | 0                       | 1                       | 1                       | 0                       | 1                       | 3                       | 4                       | 4                       | 1                       | 0                       | 0                       | 0                       | 0                       | 0                       | 0                       | 0                       | 0                       |        | 16             |
| В/П: всего                   | 2-4           | 0-7           | 16-16         | 33-24         | 21-24         | 38-21         | 31-20                   | 36-19                   | 35-20                   | 35-20                   | 51-23                   | 39-17                   | 55-18                   | 46-18                   | 26-11                   | 17-17                   | 33-19                   | 15-8                    | 3-3                     | 8-14                    | 27-23                   | 10-17                   | 0-4                     |        | 578-367        |
| Σ % побед                    | 33 %          | 0 %           | 50 %          | 58 %          | 47 %          | 64 %          | 60 %                    | 65 %                    | 64 %                    | 64 %                    | 69 %                    | 70 %                    | 75 %                    | 72 %                    | 70 %                    | 50 %                    | 63 %                    | 65 %                    | 50 %                    | 36 %                    | 54 %                    | 37 %                    | 0 %                     |        | 61,2 %         |

К — проигрыш в квалификационном турнире.